# CZ P-07
CZ P-07 je polymerová kompaktní pistole, primárně určena pro ozbrojené složky a pro skryté nošení. Navazuje na model CZ 75 P-07 Duty.

## Uživatelé
- Slovensko : Policie[3]